# Spinoliella longirostris
Spinoliella longirostris är en biart som beskrevs av Toro 1995. Spinoliella longirostris ingår i släktet Spinoliella och familjen grävbin. Inga underarter finns listade i Catalogue of Life.